# Мостовой, Жорж
Жорж Мостовой (фр. Georges Mostovoy) (род.) — французский шашист. Международный мастер.
Чемпион Франции (1966, 1967, 1968, 1967, 1974). Участник чемпионата мира (1968). Он стал вторым шашистом, выигравшим трижды подряд чемпионат Франции (первым был Мишель Изар).
После 1970-х активно продолжал играть, в 2009 году выиграл турнир в Авиньоне, в 2010 году — опен-турнир в Sens. Принимал участие в чемпионатах Франции 2009, 2010, 2014 годов.
FMJD-Id: 10143.
Выступает за клуб Joueurs Isolés.